# Dia Internacional da Memória Transgênero
O Dia Internacional da Memória Transgênero ou simplesmente Dia da Memória Transgênero (também conhecido pela sigla TDoR, do inglês Transgender Day of Remembrance) é celebrado, anualmente, no dia 20 de novembro, em memória das pessoas que foram assassinadas como resultado da transfobia. Além de prestar homenagem às pessoas trans falecidas (transexuais e transgênero), o dia serve como um alerta para a contínua violência sofrida pela comunidade trans.
O Dia da Memória Transgênero foi fundado em 1999 pela norte-americana Gwendolyn Ann Smith, uma mulher transgênero, em homenagem ao assassinato da mulher trans Rita Hester em Allston, Massachusetts. O dia evoluiu lentamente de um projeto baseado na internet iniciado por Smith para um dia internacional de ação. Em 2010, o dia foi observado em mais de 185 cidades em mais de 20 países.
Normalmente, um memorial do Dia da Memória Transgênero inclui uma leitura dos nomes daqueles que perderam a vida de 20 de novembro do ano anterior a 20 de novembro do ano atual, e pode incluir outras ações, como vigílias à luz de velas, serviços religiosos dedicados, marchas, exposições artísticas, campanhas de comida e exibição de filmes. A GLAAD tem cobrido extensivamente o TDoR. A GLAAD entrevistou inúmeras pessoas defensoras transgênero (incluindo a atriz Candis Cayne), perfilou um evento no Lesbian, Gay, Bisexual & Transgender Community Center, da cidade de Nova Iorque e discutiu a cobertura da mídia sobre o TDoR.

## História
Rita Hester (30 de novembro de 1963 — 28 de novembro de 1998) foi uma mulher afro-americana transgênero assassinada em Allston, Massachusetts, em 28 de novembro de 1998. Em resposta ao seu assassinato, uma onda de tristeza e raiva levou a uma vigília à luz de velas realizada na sexta-feira seguinte (4 de dezembro), da qual participaram cerca de 250 pessoas. A luta da comunidade para ver a vida e a identidade de Rita cobertas com respeito pelos jornais locais, incluindo o Boston Herald e o Bay Windows, foi narrada por Nancy Nangeroni. Sua morte inspirou o projeto online "Remembering Our Dead" e o Dia da Memória Transgênero.